# Phyllomydas bruesii
Phyllomydas bruesii is een vliegensoort uit de familie Mydidae. De wetenschappelijke naam van de soort is voor het eerst geldig gepubliceerd in 1926 door Johnson.
De soort komt voor in de Verenigde Staten.